# 쉬치량
쉬치량(許其亮, 1950년 3월 29일 ~ 2025년 6월 2일)은 중화인민공화국의 군인이다. 중국인민해방군 공군 사령원(사령관)을 거쳐 2012년 11월부터 중국공산당 중앙군사위원회 부주석 자리를 맡았다.

## 약력
- 1966년 - 공군 제1항공예비학교 입교(조종사 훈련)
- 1967년 7월 - 중국공산당 입당
- 1969년 8월 - 졸업후 공군에서 조종사로 복무 시작
- 1991년 - 소장 진급
- 1993년 - 공군 부참모장
- 1994년 - 공군 참모장
- 1996년 - 중장 진급
- 1999년 - 선양군구 부사령관 겸 공군 사령관
- 2004년 - 중국인민해방군 부총참모장
- 2007년 6월 20일 - 상장 진급
- 2007년 9월 - 공군 사령원(사령관)
- 2012년 11월 - 중국공산당 제17기 제7중전회에서 중국공산당 중앙군사위원회 부주석

| 전임 시진핑, 궈보슝, 쉬차이허우 | 중화인민공화국 중앙군사위원회 부주석 2013년 3월 ~ 2018년 3월(판창룽과 공동) 2018년 3월 ~ 현재(장유샤와 공동) | 후임 현직 |

| 전임 시진핑, 궈보슝, 쉬차이허우 | 중국공산당 중앙군사위원회 부주석 2012년 11월 ~ 2017년 10월(판창룽과 공동) 2017년 10월 ~ 2022년 10월(장유샤와 공동) | 후임 허웨이둥 |